# Ленгмюровские солитоны
Ленгмю́ровские солито́ны (кавито́ны) — вид солитонов в плазме, представляющих собой устойчивые уединённые области локализации ленгмюровских волн, распространяющиеся в пространстве без изменений формы.
Ленгмюровские солитоны играют существенную роль в теории ленгмюровской плазменной турбулентности.

## Общие принципы
Если амплитуда ленгмюровских волн достаточно высока, пондеромоторная сила, действующая с их стороны на окружающую плазму, начинает заметно изменять профиль концентрации электронов, вытесняя электроны из области локализации волнового пучка. При этом наблюдается обратное влияние: волновой пучок оказывается в области с пониженной концентрацией электронов, что замедляет его расплывание, связанное с дисперсией ленгмюровских волн в плазме. Если в каждой точке волнового пучка дисперсионный эффект скомпенсирован нелинейным пондеромоторным эффектом, такая конфигурация поля и плазмы, называемая ленгмюровским солитоном или кавитоном, будет распространяться без изменения своей формы.
Экспериментально ленгмюровские солитоны наблюдались впервые в 1974—1975 годах.

## Математическое описание
В случае одномерных ленгмюровских волн в однородной изотропной плазме эволюция комплексной огибающей волнового пучка {\displaystyle u(x,t)} описывается так называемым нелинейным уравнением Шрёдингера:
{\displaystyle i{\frac {\partial u}{\partial t}}+{\frac {\partial ^{2}u}{\partial x^{2}}}+2|u|^{2}u=0}
Это уравнение имеет семейство устойчивых стационарных локализованных решений вида:
{\displaystyle u(x,t)={\frac {2i\eta }{\cosh \left[2\eta (x-vt)\right]}}\exp \left\{{\frac {ivx}{2}}+i\left(4\eta ^{2}-{\frac {v^{2}}{4}}\right)t\right\}}
где {\displaystyle \eta }, {\displaystyle v} — произвольные параметры, задающие соответственно амплитуду и скорость солитона.
В двумерной и трёхмерной геометриях ленгмюровские солитоны оказываются неустойчивыми и коллапсируют. Этот процесс приводит к ускорению электронов плазмы и, как следствие, к турбулизации динамики плазмы.